# Braclav
Braclav (in ucraino Брацлав?; in polacco Bracław; in russo Брацлав?, Braclav) è un insediamento rurale ucraino (4 872 abitanti) nel distretto di Nemyriv, nell'oblast' di Vinnycja. Ospita l'amministrazione della comunità territoriale di Braclav, una delle comunità territoriali dell'Ucraina.
Fino al 26 gennaio 2024 Braclav era classificata come insediamento di tipo urbano. Da tale data è entrata in vigore una nuova legge che ha abolito questo status e Braclav è stata riclassificata come insediamento rurale.